# أندي بوهمه
أندي بوهمه (بالألمانية: Andy Böhme)‏ هو متزلج صدري ألماني، ولد في 26 أبريل 1970 في سالزفيدل في ألمانيا.

## وصلات خارجية
- الموقع الرسمي